# Markus Kauczinski
Markus Kauczinski (Gelsenkirchen, 20 februari 1970) is een Duits voetbaltrainer. In 2017 werd hij aangesteld als trainer van FC St. Pauli.

## Trainerscarrière
Kauczinski begon als coach bij de jeugd van Schalke 04. Na twee jaar verkaste hij naar Karlsruher SC, waar hij eerst diverse jeugdteams onder handen had en in mei 2009 aangesteld werd als trainer van de beloften. Die rol had hij tot maart 2012. In de jaren daartussen had de trainer een aantal keren de leiding over het eerste elftal van de club. Tussen augustus en september 2009 had Kauczinski voor het eerst dat team onder zijn hoede. Tussen oktober en november 2010 was de tweede keer en een jaar later, tussen oktober en november 2011 opnieuw. Na het ontslag van Jørn Andersen in maart 2012 werd Kauczinski definitief aangesteld als trainer van het eerste elftal. In de zomer van 2013 verlengde de Duitser zijn contract tot medio 2016. Twee jaar later maakte hij bekend na afloop van deze nieuwe verbintenis de club achter zich te laten. De Duitse voetbalbond DFB verkoos Kauczinski tot de beste trainer van het Duitse voetbal in 2015. Begin mei 2016 ondertekende hij een tweejarige verbintenis bij FC Ingolstadt 04, waar hij de naar RB Leipzig vertrekkende Ralph Hasenhüttl opvolgde. Na tien speelronden werd hij ontslagen. Ingolstadt bezette op dat moment de 17de en voorlaatste plaats met slechts twee punten. Hij werd opgevolgd door Maik Walpurgis. In december 2017 werd hij trainer van FC St. Pauli.